# Solidarité socialiste
Solsoc est une ONG belge de coopération internationale basée à Bruxelles (Belgique). Elle lutte pour le développement de relations Nord-Sud plus justes, pour le renforcement de la démocratie et des droits économiques et sociaux en Afrique, en Amérique latine et au Proche-Orient.

## Historique
L’Entraide socialiste - premier nom de Solidarité Socialiste - est née en 1936, en tant que mouvement de solidarité avec les combattants républicains espagnols et leurs familles. Son objectif était alors de faire en sorte que les familles soient accueillies en Belgique dans les meilleures conditions possibles. Elle effectua le même travail envers les Italiens du régime mussolinien. 
Après la défaite des Républicains, l'Entraide socialiste continue son travail informel d'accueil des Espagnols et de leurs familles. En décembre 1947 l’Entraide socialiste est fondée officiellement avec quatre objectifs. Les deux premiers avaient une dimension internationale, à savoir la solidarité avec les autres partis socialistes d’Europe occidentale et le secours aux militants sociaux-démocrates d’Europe de l’Est. Les deux autres étaient orientés en direction du public belge : l’aide aux membres des organisations socialistes et un service pour la jeunesse. 
Jusqu’au tout début des Golden Sixties, l’Entraide socialiste favorisa l’accueil de milliers de personnes venues de l’Est qui fuyaient les régimes staliniens, notamment les Hongrois qui quittaient leur pays après l'échec de l'insurrection de 1956. Un réseau de centres d’accueil fut ainsi mis en place, avec l’aide de subventions de l'État belge et d’organisations internationales, en tout premier lieu le Haut Commissariat des Nations Unies pour les réfugiés. 
L’indépendance accélérée du Congo conduisit à la création, en 1963, au sein de l’Entraide socialiste, de deux organisations : l’Entraide aux boursiers d’Afrique et le Fonds national de coopération au développement. Le FNCD intégra en 1964 le Comité belge pour la lutte contre la faim. Il fit également partie des organisations qui créèrent le CNCD en avril 1966 et l'Opération 11.11.11. Les activités de coopération au développement du FNCD consistaient alors en l’apport de coopérants, de technologies et de moyens financiers dans les pays dits « en voie de développement ». 
En 1978, l’association connait une profonde restructuration, pour renaître sous le nom de Solidarité Socialiste.
En 1986, Solidarité socialiste et son pendant néerlandophone Socialistische Solidariteit - FOS se séparèrent. De 1989 à 1997, Solidarité Socialiste eut une période de repositionnement lors de laquelle elle se cantonna dans une pratique plus technique de la coopération et reconnut l’importance du rôle de l’éducation au développement. 
En 1997-1998 Solidarité Socialiste lança le programme FADOC, le programme de Formation et d’appui à la Dynamisation des Organisations communautaires de base. Ce dernier consiste à renforcer et à mettre en réseau des associations de la société civile, dans une vision plus marquée et mieux définie du développement, en ce qui concerne la défense de la démocratie (participative et représentative), des droits humains, des services publics, et de partenariat avec les populations de base, par l'intermédiaire d'organisations actrices de changement social, avec un ancrage social fort.

## Missions
À la suite des croissantes inégalités de richesses et de pouvoirs dans le monde, Solidarité Socialiste a pour objectif de combattre la pauvreté et l’exclusion dans les pays du Sud, dans une optique de changement social et de solidarité. L’organisation vise à transformer les règles et institutions par le biais de l’éducation populaire et à faire prendre conscience aux individus de leurs droits et de leur possibilité de les défendre. Elle cherche, avec ses partenaires, à améliorer les conditions sociales et matérielles de vie des populations concernées, à travers le renforcement de l’action et la mise en réseau d’organisations de la société civile, et le plaidoyer.

## Activités

### Programme cofinancé par la coopération belge
Solidarité Socialiste mène des activités en partenariat dans le cadre d’un programme cofinancé par la Direction générale de la Coopération au développement (DGD). Après un programme 1998-2002 intitulé « Développement, technologie et société » et un programme 2003-2007 nommé « De l’aide au développement à la solidarité internationale », le dernier s’étend sur trois ans, de 2008 à 2012. Il se nomme « Le renforcement d’acteurs sociaux du Sud et du Nord engagés dans des réseaux pour la promotion de la démocratie et des droits économiques et sociaux ».

#### Trois thématiques de travail au Sud

##### La thématique «Santé»
En Afrique subsaharienne, Solidarité Socialiste renforce et structure, en collaboration avec 16 partenaires, plus de 150 mutuelles au Burkina Faso, au Burundi, au Cap-Vert, en République démocratique du Congo et au Sénégal. Ces mutuelles jouent un rôle clé en améliorant l’accès aux soins et aux infrastructures sanitaires de plus de 200 000 membres.

##### La thématique «Sécurité et souveraineté alimentaires»
En Bolivie, au Brésil, au Burkina Faso, en Colombie, en République démocratique du Congo, en Guinée-Bissau, au Nicaragua et au Sénégal, Solidarité socialiste renforce 500 organisations paysannes en collaboration avec 27 partenaires. Ces organisations œuvrent à améliorer la sécurité alimentaire des populations qu’elles représentent, notamment par du plaidoyer auprès des pouvoirs publics. Elles permettent aussi aux paysans de se faire entendre sur la scène internationale via des plates-formes et réseaux internationaux.

##### La thématique «Travail décent et vie digne»
La faible rémunération dans les pays en développement engendre la pauvreté de 1 travailleur sur 5. C’est pourquoi Solidarité socialiste renforce et structure en collaboration avec 25 partenaires, 310 organisations communautaires au Brésil, au Cap-Vert, en Colombie, en République démocratique du Congo, en Guinée-Bissau, au Maroc, au Nicaragua et en Palestine. Cette action permet à 70 000 personnes d’obtenir de meilleures conditions sociales et matérielles de vie : logements, droits du travail, éducation des enfants, équipements collectifs, etc.

#### L’action en Belgique
En Belgique, Solidarité socialiste mène auprès de la population belge des activités de sensibilisation et de formation, ainsi que des actions de plaidoyer dirigées vers les décideurs, au niveau belge et européen.

##### La sensibilisation et l'éducation au développement
En Belgique, Solidarité Socialiste informe et forme les populations de Bruxelles et de Wallonie aux enjeux des relations internationales, à travers des partenariats avec notamment la FGTB, les Femmes Prévoyantes Socialistes et les Mutualités Socialistes.
Parce que lutter contre la pauvreté dans le monde, œuvrer pour une répartition plus juste du pouvoir et des ressources, c’est aussi changer les mentalités au Nord, repenser les politiques de développement et corriger les règles inégales dans les relations internationales.

##### Le plaidoyer
L’action de plaidoyer veut influencer les politiques de développement et des relations internationales en vue de contribuer à atteindre des changements structurels favorables aux sociétés les plus pauvres, et aux plus vulnérables dans chaque société. Pour ce faire, la stratégie est de renforcer la capacité d’action de plateformes de la société civile qui se mobilisent autour des thématiques et axes d'activités.

#### Ses partenaires

##### En Belgique
En Belgique, les partenaires de Solidarité socialiste sont :
- L’Union nationale des mutualités socialistes
- La Fédération mutualiste de Brabant (Bruxelles)
- La Fédération mutualiste du Brabant wallon
- La Fédération mutualiste de Namur
- Fédération mutualiste de Liège (Solidaris)
- Fédération mutualiste du Hainaut
- La FGTB Wallonne, à travers le CEPAG
- Les Femmes prévoyantes socialistes
- Le Monde selon les femmes
- L'IEV
- Solidaris International

Et comme partenaire financier, notamment :
- P&V

##### Dans le Sud
Solidarité Socialiste travaille, au Sud, avec 38 partenaires. 
Bolivie
- Centro de Capacitación y Servicio para la Integración de la Mujer (CECASEM)
- Fundacion Intercultural Nor Sud

Brésil
- L’Instituto Florestan Fernandes(IFF)
- Mouvement des Sans-Terres (MST)
- Équipe Técnica de Assessoria, Pesquisa e Ação Social (ETAPAS)

Burkina Faso
- Association Songui Manégré/Aide au Développement Endogène (ASMADE)
- Fédération des Unions des groupements de producteurs du Nayala (FGPN)

Burundi
- Confédération nationale des caféiculteurs du Burundi (CNAC)
- Appui au développement intégral et à la solidarité sur les collines (ADISCO)

Cap-Vert
- Atelier Mar
- Plate-forme des ONG du Cap-Vert
- Citi-Habitat

Colombie
- L’Asociación de Trabajo Interdisciplinario (ATI)
- l’Escuela Nacional Sindical (ESN)
- Fundación para la Comunicación Popular (FUNCOP)
- L’Instituto Popular de Capacitación (IPC)

République démocratique du Congo
- Bureau d’appui à l’autopromotion des communautés de base (BUACO)
- Centre national d’appui au développement et à la participation populaire (CENADEP)
- Comité de réveil et d’accompagnement des forces paysannes (CRAFOP)
- Plate-forme DIOBASS-Kivu
- Programme régional de formation et d’échanges pour le développement (PREFED)

Guinée-Bissau
- Acção para o Desenvolvimento (AD)
- Associação de Investigação e Formação orientadas para Acção de natureza Participativa das Populações / Pais Africanos Langua Oficial Portuguesa (AIFA/PALOP)
- Associação de Desenvolvimento Integrado das Mulheres (ADIM)
- NIMBA

Maroc
- Réseau des associations de Quartier du Grand Casablanca (Résaq)
- Action Femmes Résaq (AFR)
- Action Jeunes Résaq (AJR)

Nicaragua
- Cuculmeca
- Association Martin Luther King (AMLK)
- Fondation des jeunes du futur pour un développement éducationnel social soutenu (Funjofudess)

Palestine
- Bisan Center for Research and Development
- MA’AN Development Center
- Popular Art Centre (PAC)

Sénégal
- Association pour la promotion de la femme sénégalaise (APROFES)
- Groupe de recherche et d’études environnementales (GREEN-Sénégal)
- La Fédération des ONG du Sénégal (FONGS)
- Les mutuelles de santé Oyofal Paj

### Le financement
Les activités de Solidarité Socialiste sont cofinancées à hauteur de 68 % par la DGCD. En outre, elle bénéficie de fonds privés, de subventions des provinces et communes wallonnes, de l’Union européenne et de Wallonie-Bruxelles International.